# インド共産党
インド共産党（インドきょうさんとう、英語: Communist Party of India、略称：CPI）は、インドの政党。1925年12月25日に結成された。1964年、党内の急進派がインド共産党マルクス主義派（インド左派共産党）として離脱した。これ以降、区別のため便宜的にインド右派共産党とも呼ばれる。

## 党名
党名は原語に忠実に訳せばインド共産党となるが、日本語ではこれに右派が付されることがある。これは旧インド共産党が、1964年穏健派（ソ連派）と急進派に分裂し、急進派がインド共産党マルクス主義派（インド左派共産党）となったことで、旧インド共産党と、両党を区別する必要が出たからである。
両党はともに共産主義政党であり、本来ならばわずかな政策の違いで右派・左派という言葉を付するべきではないという主張がある。また右派・左派を付する名称はインド国内では成されない。この場合インド右派共産党はインド共産党（CPI）、インド左派共産党はインド共産党マルクス主義派（CPI-M）という名称になるが、日本語ではCPI-Mの党名が長くなることで、右派・左派を用いて区別するケースがある。しかしこの名称はあくまでも便宜上のものである。またCPIとCPI-Mは左翼戦線を構成し選挙協力関係にあるなど、両党の対立は激しいものではない。

## 歴史
インド共産党は、コミンテルンの第2回大会にインド代表として出席したM・N・ローイを中心に亡命中だった革命家らがソビエト連邦・タシュケントにおいて結成された。ローイは最初の党指導者である。初期のインド共産党は武装闘争の路線をゆく 武闘派で反帝国主義や愛国主義、国際主義を掲げた。

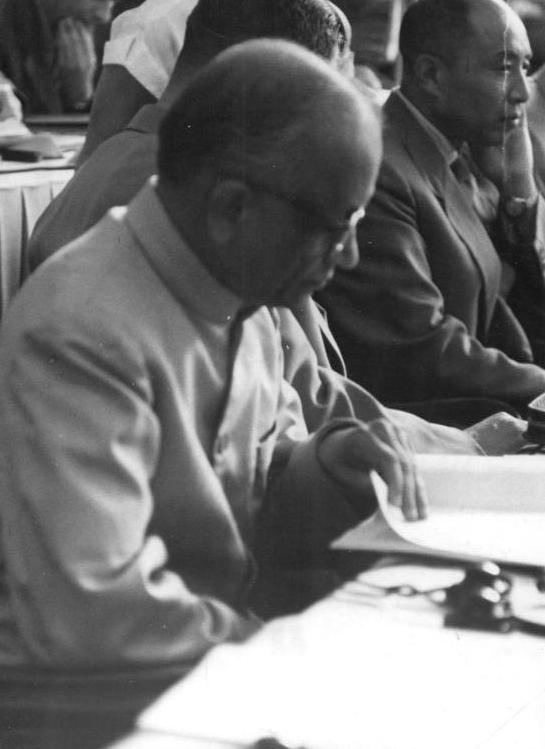
党大会でのダンゲ（1958年）

その後、マハーラーシュトラ州の創立に重要な役割したことで知られるシュリパド・アムリト・ダンゲが事実上のリーダーとなり、第一回党大会を開いたボンベイを拠点とする。
1930年代後半にインド国民会議(ヒンドゥー系)と協力し、勢力を拡大した。1942年6月の独ソ開戦を「人民の戦争」と規定し、イギリスの戦争を支持したことで同年7月にイギリスから合法政党の地位を与えられることになった。一方、インド国民会議はイギリスから弾圧を受けることになった。しかし、このことが後にインド国民会議から「民族の裏切り者」という批判を受けることになり、戦後の独立交渉時に政治的発言力を奪われることとなった。
インド共産党は最盛期はインド国民会議に次いで大きい政党であり、1957年には世界的にも珍しい普通選挙を通じた共産党政権（インド初の非会議派州政権）がケーララ州で発足してE・M・S・ナンブーディリパドが初代州首相に就任した。1970年代はインディラ・ガンディー政権と協力してケーララ州ではC・アチュタ・メノンを首相に選出して会議派との連立政権を樹立し、メノンはK. N. ラージとともにインド経済の理想的なモデルとしてケーララ・モデルを確立した。しかし、インド共産党マルクス主義派との分裂などを経て、1980年代から衰退することとなった。
インド国民会議を中心とする統一進歩同盟に、インド共産党マルクス主義派とともに閣外協力していたが、2008年7月に米印原子力協力に反対して閣外協力を解消した。